# Resolution 856 des UN-Sicherheitsrates
Die Resolution 856 des UN-Sicherheitsrates ist eine Resolution, die der Sicherheitsrat der Vereinten Nationen in seiner 3263. Sitzung am 10. August 1993 einstimmig beschloss. Nach Begrüßung der Resolution 813 (1993) und eines Friedensabkommen, das unter der Schirmherrschaft der Wirtschaftsgemeinschaft Westafrikanischer Staaten (ECOWAS) zwischen der Interimsregierung der Nationalen Einheit Liberias (IGNU), der National Patriotic Front of Liberia (NPFL) und der Bewegung der Vereinten Befreiung für Demokratie (ULIMO) unterzeichnet wurde, billigte der Rat die Entsendung von 30 Militärbeobachtern nach Liberia.
Der Rat erörterte die vorgeschlagene Einrichtung der Beobachtermission der Vereinten Nationen in Liberia (UNOMIL) und kündigte ferner an, dass die Militärbeobachter an den Arbeiten des Gemeinsamen Überwachungsausschusses für die Waffenruhe teilnehmen werden, insbesondere um Verletzungen des Waffenstillstands für einen Zeitraum von drei Monaten zu überwachen, zu untersuchen und zu melden. Es wurde ein Bericht des Generalsekretärs Boutros Boutros-Ghali über die vorgeschlagene Einrichtung der UNOMIL und ihre finanziellen Kosten, einen Zeitrahmen und den geplanten Abschluss der Operation und der Zusammenarbeit mit der ECOWAS-Friedenstruppe, die sich bereits in Liberia befindet, erwartet.
Alle Konfliktparteien wurden aufgefordert, den Waffenstillstand einzuhalten und umzusetzen und die Sicherheit aller Blauhelm-Soldaten und anderer friedenserhaltender und humanitärer Mitarbeiter im Land zu gewährleisten. Er forderte ferner den Abschluss eines Abkommens über den Status von Streitkräften. Schließlich wurden die Bemühungen der Organisation für Afrikanische Einheit und der Beobachtungsgruppe der Wirtschaftsgemeinschaft westafrikanischer Staaten in Liberia gewürdigt.